# San Lorenzo davanti a Valeriano

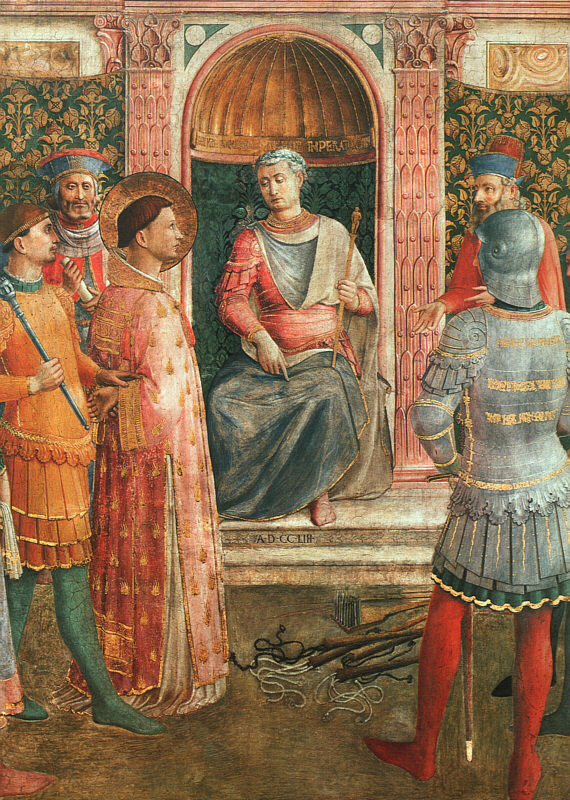
Dettaglio

San Lorenzo davanti a Valeriano è un affresco (271x235 cm) della Cappella Niccolina, decorata nel palazzo Apostolico in Vaticano da Beato Angelico e aiuti (tra cui Benozzo Gozzoli) tra il 1447 e il 1448 circa. L'affresco occupa il riquadro sinistro del registro mediano della parete destra ed è il quarto episodio delle Storie di san Lorenzo.  

## Storia
Beato Angelico lavorò alla Cappella Niccolina durante il suo soggiorno romano tra il 1445 e il 1450. I primi documenti che attestano gli affreschi sono datati tra il 9 maggio e il 1º giugno 1447, durante il pontificato di Niccolò V, ma è possibile che fossero già stati avviati nei due anni precedenti, sotto Eugenio IV. 
Gli affreschi, realizzati per quella che era la cappella privata del papa, dovevano essere completati entro la fine del 1448, dopo una pausa nell'estate 1447 quando il pittore si recò a Orvieto. Il 1º gennaio 1449 Angelico ricevette infatti la commissione per un nuovo lavoro. 

## Descrizione
La scena di Valeriano che condanna san Lorenzo è accanto a quella del Martirio di san Lorenzo, alla quale è legata senza interruzioni tramite un personaggio che sporge oltre il confine rappresentato dal variare degli edifici. Nonostante questo collegamento e la cornice unica che circonda le due scene, l'Angelico non sfruttò in maniera soddisfacente le possibilità di unificazione spaziale, come avviene ad esempio nelle lunette. 
San Lorenzo era diacono di Sisto II che, durante la persecuzione di Valeriano, ebbe l'incarico di prendere i beni della Chiesa e di distribuirli ai poveri. Così, quando l'imperatore venne a chiedere le ricchezze dei cristiani, Lorenzo poté rispondere portando un gruppo di poveri, che erano la vera ricchezza della Chiesa. Nella scena dipinta dall'Angelico è omessa la presenza dei poveri e tutto si focalizza sul processo a Lorenzo tenuto dall'imperatore, in trono al centro della scena, alla presenza dei suoi soldati e di vari funzionari e figure secondarie. L'imperatore indica a Lorenzo minaccioso gli strumenti di tortura che si trovano ai suoi piedi.
L'elemento più interessante della scena è probabilmente l'architettura dello sfondo, impostata a una sfarzosa policromia che ricorda i fasti dell'antica Roma che il papato di Niccolò V si proponeva di ricreare. Il trono dell'imperatore, rialzato di alcuni gradini sui quali si legge l'anno 253, è posto sotto una nicchia dorata, affiancata da paraste rosate con motivi vegetali (un'invenzione dell'Angelico presente anche in altri episodi del ciclo, che non ha riscontri né nell'architettura classica né in quella rinascimentale del secondo quarto del XV secolo) e sormontata da un attico con una ghirlanda che incornicia l'aquila imperiale e girali di acanto. La parete è poi composta da pilastri tra specchiature marmoree, nascoste da un prezioso drappo dorato, appeso ai capitelli, mentre in alto si vedono alcuni vasi poggiati sulla trabeazione e ciuffi d'alberi che spuntano (tra cui una palma, simbolo del martirio imminente). Uno sfondo del genere si trova anche, con alcune varianti, anche in opere su tavola dell'Angelico, come la Pala di Annalena, la Pala di San Marco lo scomparto di predella dei Santi Cosma e Damiano davanti a Lisia (dove manca però il drappo). Sulla nicchia, sotto la semicupoletta a conchiglia, si trova un'iscrizione che ricorda il nome dell'imperatore.

## Stile
Gli affreschi della Cappella Niccolina sono profondamente diversi da quelli del convento di San Marco a Firenze (1440-1445 circa), per via della ricchezza di dettagli, di citazioni colte, di motivi più vari, ispirati a principi di ricchezza, complessità compositiva e varietà. Come è stato acutamente fatto notare da studiosi come Pope-Hennessy, le differenze non sono però da imputare a uno sviluppo dello stile dell'autore, quanto piuttosto alla diversa destinazione della decorazione: in San Marco gli affreschi dovevano accompagnare ed aiutare la meditazione dei monaci, mentre in Vaticano essi dovevano celebrare la potenza e la vastità degli orizzonti intellettuali del papato nell'impresa di rinnovare i fasti dell'antica Roma dopo il disastroso abbandono della città durante la cattività avignonese. Lo stile della cappella Niccolina sembra dopotutto preannunciarsi nelle vivaci narrazioni della predella della Pala di San Marco (1440-1443 circa) o in altre opere anteriori, magari predelle o opere minori, dove l'artista aveva potuto dare un più libero sfogo al proprio estro creativo. 
Come nelle altre opere dell'Angelico, elemento centrale della pittura è la luce chiara e diffusa. Notevole è l'enfasi plastica delle figure.